# Shirley Temple-Blacková
Shirley Jane Temple-Blacková (23. dubna 1928 Santa Monica – 10. února 2014 Woodside) byla americká filmová herečka, diplomatka a politička. V letech 1974–1976 byla velvyslankyní USA v Ghaně, v letech 1989–1992 v Československu.

## Život

### Mládí a kariéra

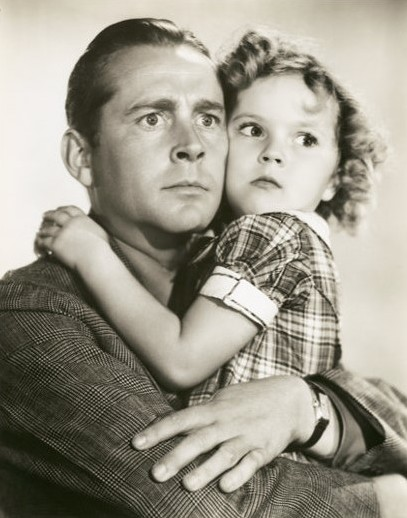
Shirley Templeová a James Dunn ve filmu Zářivé oči (1934).

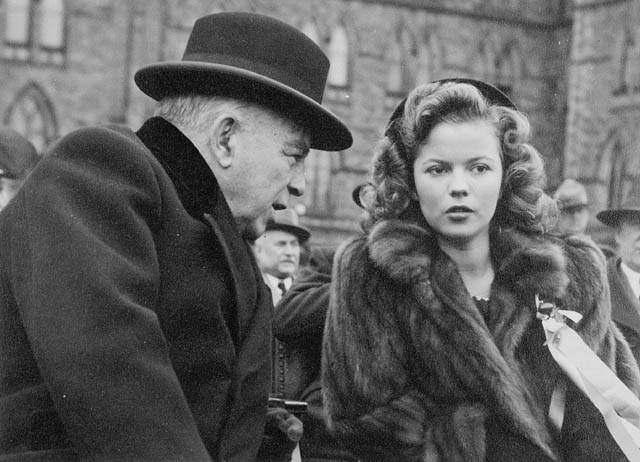
Shirley Templeová s kanadským premiérem Williamem Kingem (1944)

Narodila se v Santa Monice (Kalifornie) do rodiny anglického, holandského i německého původu, jako nejmladší potomek Gertrudy Templeové a bankéře George Templea. Měla dva starší bratry; Johna a Georga Jr. Rodina se brzy přestěhovala do Los Angeles, kde ji poté její matka zapsala do Meglin's Dance School, aby zde mohla rozvíjet své pěvecké, herecké i taneční nadání.
Právě zde si jí poprvé všiml ředitel castingu pro filmovou společnost Educational Pictures Charles Lamont a pozval ji na konkurz. V roce 1932 se společností podepsala smlouvu a debutovala v 10 minutové komedii Runt Page, která se stala prvním dílem série 8 krátkých satirických komedií známé pod názvem Baby Burlesks.
Již ve 4 letech se tak stala velmi známou a obdivovanou dětskou filmovou herečkou a jen během let 1932–1933 se objevila v celkem 15 filmech. V této době také účinkovala v několika reklamách a společnost Education Pictures ji často propůjčovala i tehdejším nejvýznamnějším filmovým studiím jako Universal Pictures, Paramount Pictures a Warner Bros.
7. prosince 1933 jí přišla nabídka od nezávislé společnosti Fox Film Corporation na roli ve filmu Stand Up and Cheer! (1934), kterou přijala a její následné výkony na manažery Foxu udělaly velký dojem. V pěti letech tak hrála jednu roli za druhou, vydělávala 150 $ týdně a její matka pro ni pracovala jako kadeřnice a osobní trenérka.
V roce 1934 také natočila sérii tří klasických celovečerních filmů (Stand Up and Cheer!, Baby Take a Bow a Zářící oči) a ve své kariéře stále stoupala. Po těchto třech úspěšných filmech si však její rodiče všimli, že se začíná objevovat na mnoha komerčních produktech bez jejich povolení a navíc dostává podprůměrné výplaty. Proto si najali právníka Lloyda Wrighta, který se studiem začala vyjednávat. 18. července 1934 tak Shirley zvedli plat na rovných 1 000 $ týdně, její matce na 250 $ a za každý dokončený film dostávaly bonus 15 000 dolarů.
Poté, co se v roce 1935 společnosti Fox Film a 20th Century Pictures spojily, se stala jejich největší hvězdou a kromě malého domku s předzahrádkou dostala i vlastního osobního strážce Johna Griffitha. Po zbytek 30. let stále účinkovala v několika rolích ročně a od roku 1935 brala dokonce 2 500 dolarů týdně. V roce 1939 se blýskla v kriticky i komerčně velmi úspěšném filmu Malá princezna, který se stal vrcholem její kariéry.
Na konci dekády však už nenatáčela tolik filmů ročně jako dříve a v žebříčku kin klesla z prvního místa až páté. Počátkem 40. let jí už bylo 12 let a i z obou jejích filmů z roku 1940 (The Blue Birdy a Young People) se staly propadáky.
Hned poté její rodiče vykoupili zbytek smlouvy a poslali jí studovat na Harvard-Westlake School v Los Angeles. Po odchodu od studia Fox se však ještě chtěla přidat ke studiu Metro-Goldwyn-Mayer (MGM), avšak hned po rozhovoru s producentem Arthurem Freedem ji vyhodili aniž by začala natáček jakýkoliv film. Na další dva roky se poté věnovala pouze škole a v roce 1944 podepsala s producentem Davidem O. Selznickem čtyřletou smlouvu a objevila se ve dvou válečných hitech; Když jsi odešel a I'll Be Seeing You. Po románku s herečkou Jenifer Jonesovou, však Selznick ztratil o Shirley zájem a po následující 4 roky si ji několik studií vzájemně popůjčovalo.
Dne 19. září 1945 se Shirley Temple provdala za herce a seržanta armádního letectva Johna Agara a v roce 1948 se jim narodila dcera Linda Susan. John a Shirley si společně zahráli ve dvou filmech; Fort Apache (1948) a Adventure in Baltimore (1949). Dne 5. prosince 1949 však Shirley podala žádost o rozvod a po soudním procesu jí byla přidělena péče o dceru Lindu Susan. Rozvod byl dokončen přesně po roce od podání žádosti, 5. prosince 1950.
Po odchodu od MGM už žádný úspěšnější film nenatočila a její kariéra začala upadat. Selznick ji také navrhl, aby se odstěhovala do zahraničí a dokonce si i změnila jméno. Na nic z toho však nedošlo a 16. prosince 1950 svou hereckou kariéru ukončila. Téhož dne se také provdala za Charlese Aldena Blacka a dne 28. dubna 1952 se jim narodil syn, pojmenovaný po otci, Charles Alden Black Jr. Dne 9. dubna 1954 přišla na svět dcera Lori Blacková. Shirley Templeová a Charles Alden Black zůstali manželé až do Charlesovy smrti 4. srpna 2005.

### Televizní a diplomatická kariéra

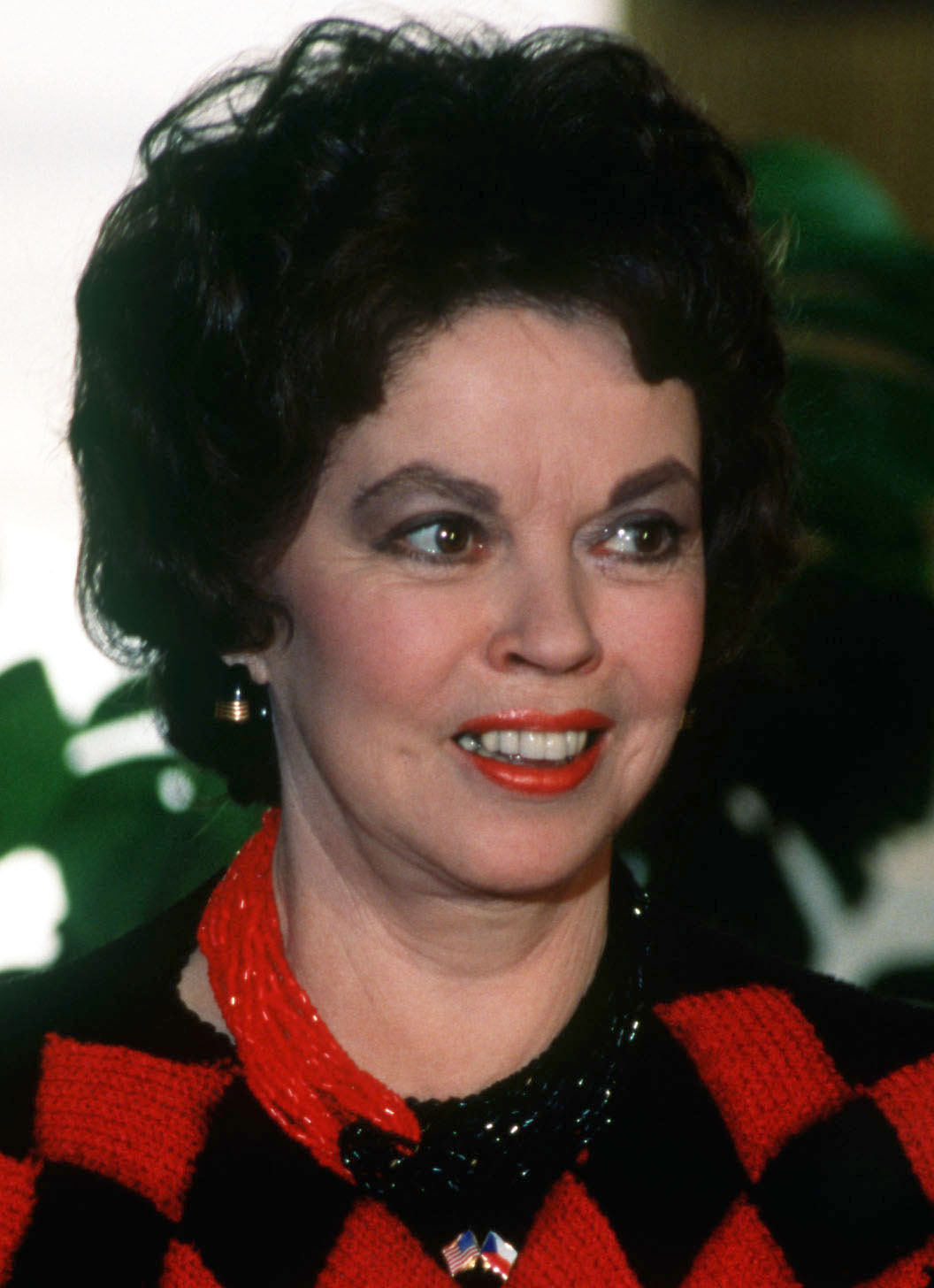
Shirley Temple-Blacková v Praze (1990)

Během let 1958–1961 účinkovala ještě v několika televizních pořadech (mj. Shirley Temple's Storybook či The Shirley Temple Show) a v lednu 1965 se vrátila k herectví v seriálu Go Fight City Hall, který však nebyl nikdy uveden. Brzy poté se stala aktivní členkou kalifornské republikánské strany a v roce 1967 i neúspěšně kandidovala na místo zástupce okresu uvolněné po smrti J. Arthura Youngera. Shirley byla také zapojena do fóra Commonwealth Club of California pro veřejné záležitosti se sídlem v San Franciscu.
Po neúspěšné kandidatuře do kongresu v roce 1967, byla jmenována delegátkou 24. Valného shromáždění OSN prezidentem Richardem Nixonem a velvyslancem USA v Ghaně Geraldem Fordem.
Působila i jako velvyslankyně v Československu a stala se tak první a prozatím jedinou ženou v této funkci. Při své návštěvě v roce 1968 zde zažila okupaci vojsky varšavské smlouvy a o 21 let později již jako velvyslankyně USA (od srpna 1989) Sametovou revoluci, při které otevřeně sympatizovala s antikomunistickými disidenty. Jako velvyslankyně také doprovázela prezidenta Václava Havla při jeho první oficiální návštěvě Washingtonu. S Havlem také poklepala na základní kámen památníku Díky Ameriko! v Plzni v roce 1990.
Bylo jí uděleno i několik čestných doktorátů.

## Zajímavosti
- Když byla v 30. letech její kariéra na vrcholu, šířily se různé fámy (hlavně v Evropě), že Shirley není dítě, ale 30letý trpaslík (kvůli jejímu podsaditému tělu). Některé k tomuto závěru vedlo i to, že jí nikdy nechyběly žádné zuby (ty byly však na natáčení nahrazovány destičkami, aby mezery zakryly). Podle jiných jí však prý dospělé zuby vypilovali, aby vypadaly jako mléčné zuby.
- Ani její vlasy neunikly různým fámám a jelikož si také spousta lidí myslela, že vždy nosí paruku, často ji její fanoušci při různých příležitostech škubali za vlasy.
- Ve čtyřiačtyřiceti letech onemocněla rakovinou prsu a jako první ze slavných osobností o své nemoci veřejně promluvila, aby tak dodala odvahu ostatním ženám.

## Filmografie

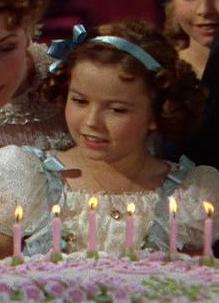
Dětská role ve filmu Malá princezna (The Little Princess), 1939.

- 1932 Runt Page (režie Ray Nazarro)
- 1932 War Babies (režie Charles Lamont)
- 1932 Red-Haired Alibi (režie Christy Cabanne)
- 1932 Pie Covered Wagon (režie Charles Lamont)
- 1932 Kid's Last Stand
- 1933 Glad Rags to Riches (režie Charles Lamont)
- 1933 Kid in Hollywood (režie Charles Lamont)
- 1933 Out All Night (režie Sam Taylor)
- 1933 The Kid's Last Fight (režie Charles Lamont)
- 1933 Polly Tix in Washington (režie Charles Lamont)
- 1933 Dora's Dunking Doughnuts (režie Harry Edwards)
- 1933 To the Last Man (režie Henry Hathaway)
- 1933 Kid 'in' Africa
- 1933 Merrily Yours (režie Charles Lamont)
- 1933 What's to Do? (režie Charles Lamont)
- 1934 Pardon My Pups (režie Charles Lamont)
- 1934 Carolina (režie Henry King)
- 1934 Mandalay (režie Michael Curtiz)
- 1934 As the Earth Turns (režie Alfred E. Green)
- 1934 Managed Money (režie Charles Lamont)
- 1934 Stand Up and Cheer! (režie Hamilton MacFadden)
- 1934 Change of Heart (režie John G. Blystone)
- 1934 Little Miss Marker (režie Alexander Hall)
- 1934 Now I'll Tell (režie Edwin J. Burke)
- 1934 Baby Take a Bow (režie Harry Lachman)
- 1934 Now and Forever (režie Henry Hathaway)
- 1934 Zářící oči (režie David Butler)
- 1935 Malý plukovník (režie David Butler)
- 1935 Our Little Girl (režie John S. Robertson)
- 1935 Jeho malá přítelkyně (režie Irving Cummings)
- 1935 The Littlest Rebel (režie David Butler)
- 1936 Kapitán January (režie David Butler)
- 1936 Chudá bohatá holčička (režie Irving Cummings)
- 1936 Dimples (režie William A. Seiter)
- 1936 Slepý pasažér (režie William A. Seiter)
- 1937 Rekrut Willie Winkie (režie John Ford)
- 1937 Ali Baba Goes to Town (režie David Butler)
- 1937 Heidi (režie Allan Dwan)
- 1938 Na slunné farmě (režie Allan Dwan)
- 1938 Little Miss Broadway (režie Irving Cummings)
- 1938 Just Around the Corner (režie Irving Cummings)
- 1939 Malá princezna (režie Walter Lang, William A. Seiter)
- 1939 Pod dusotem kopyt (režie Walter Lang, William A. Seiter)
- 1940 The Blue Bird (režie Walter Lang)
- 1940 Young People (režie Allan Dwan)
- 1941 Kathleen (režie Harold S. Bucquet)
- 1942 Miss Annie Rooney (režie Edwin L. Marin)
- 1944 Když jsi odešel (režie John Cromwell, David O. Selznick, Edward F. Cline, Tay Garnett)
- 1944 I'll Be Seeing You (režie George Cukor, William Dieterle)
- 1945 Kiss and Tell (režie Richard Wallace)
- 1947 Honeymoon (režie William Keighley)
- 1947 The Bachelor and the Bobby-Soxer (režie Irving Reis)
- 1947 That Hagen Girl (režie Peter Godfrey)
- 1948 Fort Apache (režie John Ford)
- 1949 Mr. Belvedere Goes to College (režie Elliott Nugent)
- 1949 Adventure in Baltimore (režie Richard Wallace)
- 1949 The Story of Seabiscuit (režie David Butler)
- 1949 A Kiss for Corliss (režie Richard Wallace)